# Flaming Schoolgirls
| Оценки критиков | Оценки критиков |
| Источник        | Оценка          |
| --------------- | --------------- |
| AllMusic        | [ 1 ]           |

Flaming Schoolgirls (МФА:ˈfleɪmɪŋ ˈskuːlɡɜːrl; с англ. — «Пылающие школьницы») — сборник американской хард-рок-группы The Runaways, выпущенный 14 февраля 1980 года, через год после распада группы.

## Об альбоме
Сборник состоит из ранее не издававшихся записей:
- 1. Из одной альтернативной версии и трех неизданных треков с сессий для альбома 1977 года Queens of Noise;
- 2. Из пяти живых треков, оставшихся на альбоме того же, 1977 года, Live in Japan.
- 3. А также из двух демозаписей Чери Карри, которые являются каверами на The Beatles (треки 2 и 7).

Также сборник не предназначался для выпуска в США.

## Треклист
| №  | Название                                                   | Автор(ы)                     | Длительность |
| -- | ---------------------------------------------------------- | ---------------------------- | ------------ |
| 1. | «Intro» (live)                                             |                              | 0:21         |
| 2. | «Strawberry Fields» (The Beatles - кавер Чери Карри, демо) | Леннон—Маккартни             | 3:19         |
| 3. | «C'mon»                                                    | Джоан Джетт                  | 3:58         |
| 4. | «Hollywood Cruisin» (альтернативная версия «Hollywood»)    | Джетт, Джеки Фокс, Ким Фоули | 2:42         |
| 5. | «Blackmail» (live)                                         | Джетт, Фоули                 | 2:47         |
| 6. | «Is It Day or Night?» (live)                               | Фоули                        | 2:32         |

| №                   | Название                                                     | Автор(ы)                                 | Длительность |
| ------------------- | ------------------------------------------------------------ | ---------------------------------------- | ------------ |
| 7.                  | «"Here Comes the Sun» (The Beatles - кавер Чери Карри, демо) | Джордж Харрисон                          | 3:02         |
| 8.                  | «Hollywood Dream»                                            | Фоули, Стивен Т.                         | 3:53         |
| 9.                  | «Don't Abuse Me»                                             | Джетт                                    | 3:27         |
| 10.                 | «I Love Playin' with Fire» (live)                            | Джетт                                    | 3:47         |
| 11.                 | «Secrets» (live)                                             | Чери Карри, Фоули, Сэнди Уэст, Кар Кроум | 3:15         |
| Общая длительность: | Общая длительность:                                          | Общая длительность:                      | 34:47        |

## Участники записи
The Runaways
- Чери Карри — ведущий вокал
- Джоан Джетт — ритм-гитара, бэк-вокал
- Лита Форд — соло-гитара, бэк-вокал
- Джеки Фокс — бас-гитара, бэк-вокал
- Сэнди Уэст — ударные, бэк-вокал

Производство
- Ким Фоули — продюсер двух каверов Чери Карри (Strawberry Fields, Here Comes The Sun) и всех студийных съемок (кроме Queens of Noise и And Now…)
- Эрл Манки — продюсер студийных съёмок в «Queens of Noise»
- Кент Дж. Смайт — продюсер на Live in Japan '77
- Алан Уилсон — мастеринг
- Alex Blades — перевыпуск
- Нива Бренгас — фотография